# Keri Herman
Keri Herman (ur. 16 sierpnia 1982 w Minneapolis) – amerykańska narciarka dowolna, specjalizująca się w slopestyle’u. W 2011 roku wywalczyła brązowy medal na mistrzostwach świata w Deer Valley, gdzie wyprzedziły ją tylko Anna Segal z Australii oraz Kanadyjka Kaya Turski. W 2014 roku wystąpiła na igrzyskach olimpijskich w Soczi, gdzie zajęła 10. miejsce w swej koronnej konkurencji. Najlepsze wyniki w Pucharze Świata osiągnął w sezonie 2012/2013, kiedy to zajęła 10. miejsce w klasyfikacji generalnej, a w klasyfikacji slopestyle’u wywalczyła Małą Kryształową Kulę.

## Osiągnięcia

### Igrzyska olimpijskie
| Miejsce | Dzień     | Rok  | Miejscowość | Konkurencja | Zwycięzca   |
| ------- | --------- | ---- | ----------- | ----------- | ----------- |
| 10.     | 11 lutego | 2014 | Soczi       | Slopestyle  | Dara Howell |

### Mistrzostwa świata
| Miejsce | Dzień    | Rok  | Miejscowość | Konkurencja | Zwycięzca  |
| ------- | -------- | ---- | ----------- | ----------- | ---------- |
| 3.      | 3 lutego | 2011 | Park City   | Slopestyle  | Anna Segal |

### Puchar Świata

#### Miejsca w klasyfikacji generalnej
- sezon 2011/2012: 125.
- sezon 2012/2013: 10.
- sezon 2013/2014: 39.
- sezon 2014/2015: 124.
- sezon 2015/2016: 47.
- sezon 2016/2017: 151.

#### Miejsca na podium w zawodach
1. Ushuaia – 7 września 2012 (slopestyle) – 1. miejsce
2. Copper Mountain – 12 stycznia 2013 (slopestyle) – 1. miejsce
3. Breckenridge – 10 stycznia 2014 (slopestyle) – 1. miejsce